# Australasien ved OL
Australasien bestod af udøvere fra Australien og New Zealand som deltog samlet under Sommer-OL 1908 og Sommer-OL 1912. Dette var første gang udøvere fra New Zealand deltog. Fra og med Sommer-OL 1920 har Australien og New Zealand deltaget med egne separate hold. 

## Medaljeoversigt
| Australasiens medaljer under de olympiske sommerlege | Australasiens medaljer under de olympiske sommerlege | Australasiens medaljer under de olympiske sommerlege | Australasiens medaljer under de olympiske sommerlege | Australasiens medaljer under de olympiske sommerlege | Australasiens medaljer under de olympiske sommerlege |
| ---------------------------------------------------- | ---------------------------------------------------- | ---------------------------------------------------- | ---------------------------------------------------- | ---------------------------------------------------- | ---------------------------------------------------- |
| Lege                                                 | Guld                                                 | Sølv                                                 | Bronze                                               | Totalt                                               | Rang                                                 |
| 1908 London                                          | 1                                                    | 2                                                    | 2                                                    | 5                                                    | 11                                                   |
| 1912 Stockholm                                       | 2                                                    | 2                                                    | 3                                                    | 7                                                    | 12                                                   |
| Totalt                                               | 3                                                    | 4                                                    | 5                                                    | 12                                                   |                                                      |